# Lulada

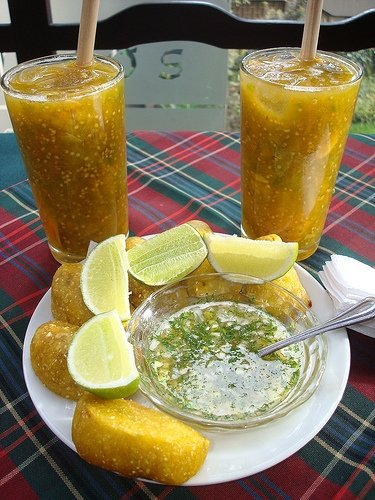
Lulada servida con empanada

La lulada es una bebida tradicional de la gastronomía del Valle del Cauca, Colombia, su origen es de la ciudad de Cali, Colombia. 
Se prepara con lulo, fruta típica de la región y se diferencia del jugo de lulo porque no se licúa ni se cuela pues su preparación se caracteriza por el maceramiento o troceo de la pulpa de la fruta con la mano para mezclarla con jugo de limón y batirla con un molinillo antes de servir con hielo y azúcar al gusto.
Variaciones recientes no tradicionales incorporan a la preparación leche condensada o licores como el vodka o el aguardiente
Se diferencia del champús, otra bebida típica que tiene al lulo entre sus ingredientes, por no tener maíz o especias en su preparación.
Por su carácter refrescante y la facilidad de su preparación es muy popular, común en reuniones familiares y característica de la región vallecaucana y del departamento del Cauca, en especial de Cali.